# كيف تروض تنينك (لعبة فيديو)
كيف تروض تنينك (بالإنجليزية: How to Train Your Dragon)‏ هي لعبة فيديو من نوع أكشن-مغامرات، صدرت في مارس 23, 2010، وهي متوفرة على أجهزة نينتندو دي إس ووي وبلاي ستيشن 3 وإكس بوكس 360. اللعبة من نشر أكتيفجن.

## وصلات خارجية
- الموقع الرسمي